# Паламарчук Антоніна Феофанівна
Антоні́на Феофа́нівна Паламарчу́к (14 листопада 1937, Черняхів Житомирської області, УРСР, СРСР — 10 травня 2011, Житомир, Україна) — українська акторка. Народна артистка Української РСР (1984).

## Біографічні відомості
1963 року закінчила драматичну студію при Київському українському драматичному театрі імені Івана Франка. Після цього працювала в Житомирському українському драматичному театрі. Кавалер ордена Дружби народів, провідна актриса Житомирського обласного музично-драматичного театру імені Івана Кочерги. Померла на 74 році життя

## Ролі
- Софія («Безталанна» Івана Карпенка-Карого).
- Проня Прокопівна («За двома зайцями» Михайла Старицького).
- Мавка та Килина («Лісова пісня» Лесі Українки).
- Васса («Васса Железнова» Максима Горького).
- Нягуліца («Албена» Йовкова, у виставі Михайловградського драматичного театру в Болгарії).